# بريستول بيجاسوس

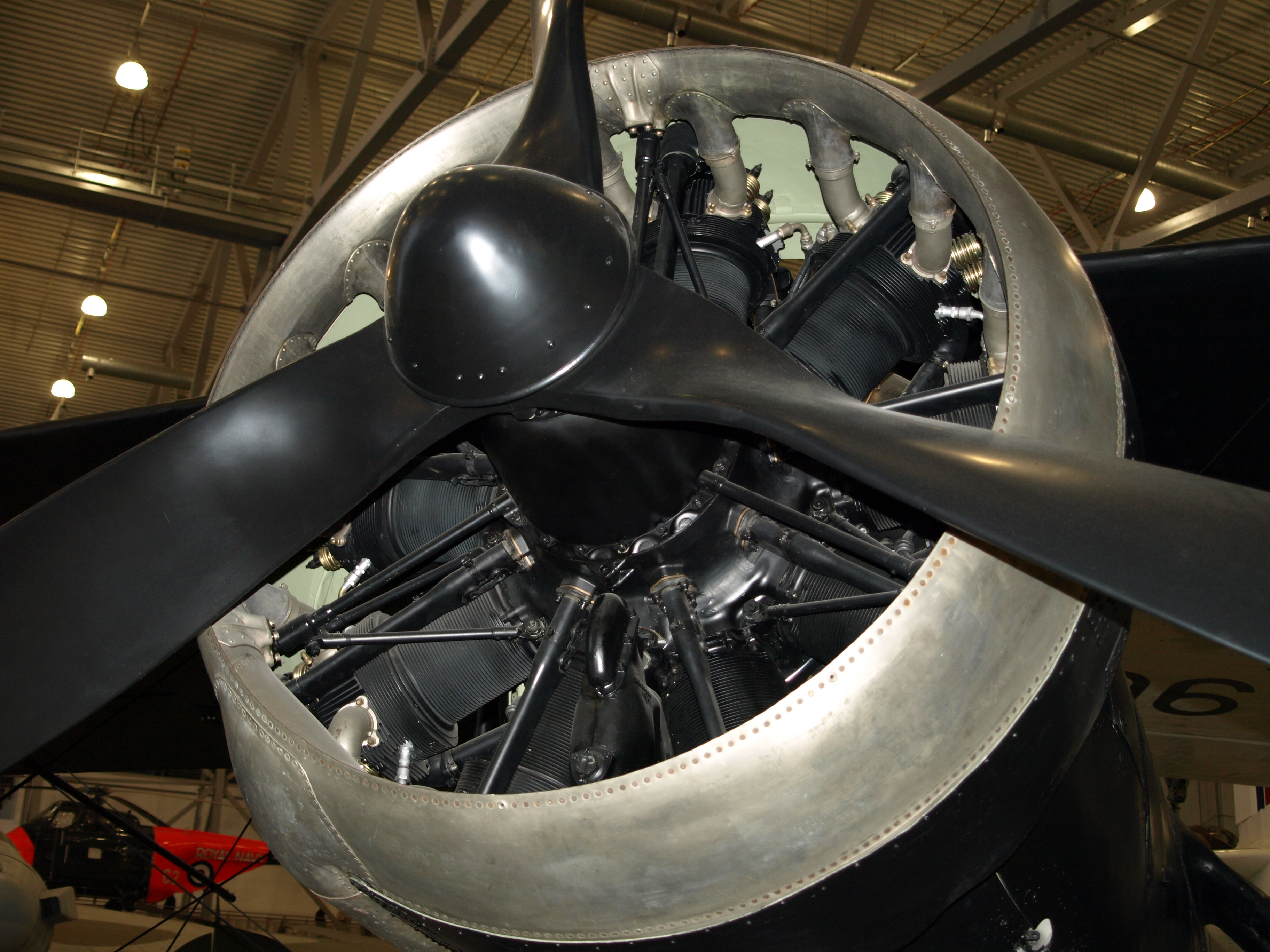
محرك بريستول بيجاسوس مركب في طائرة فيري سوردفيش

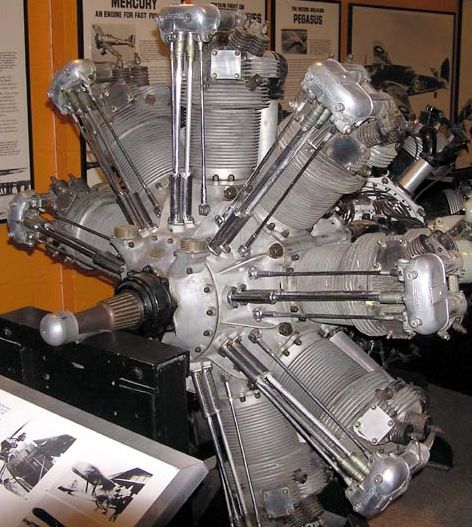
بريستول جوبيتر

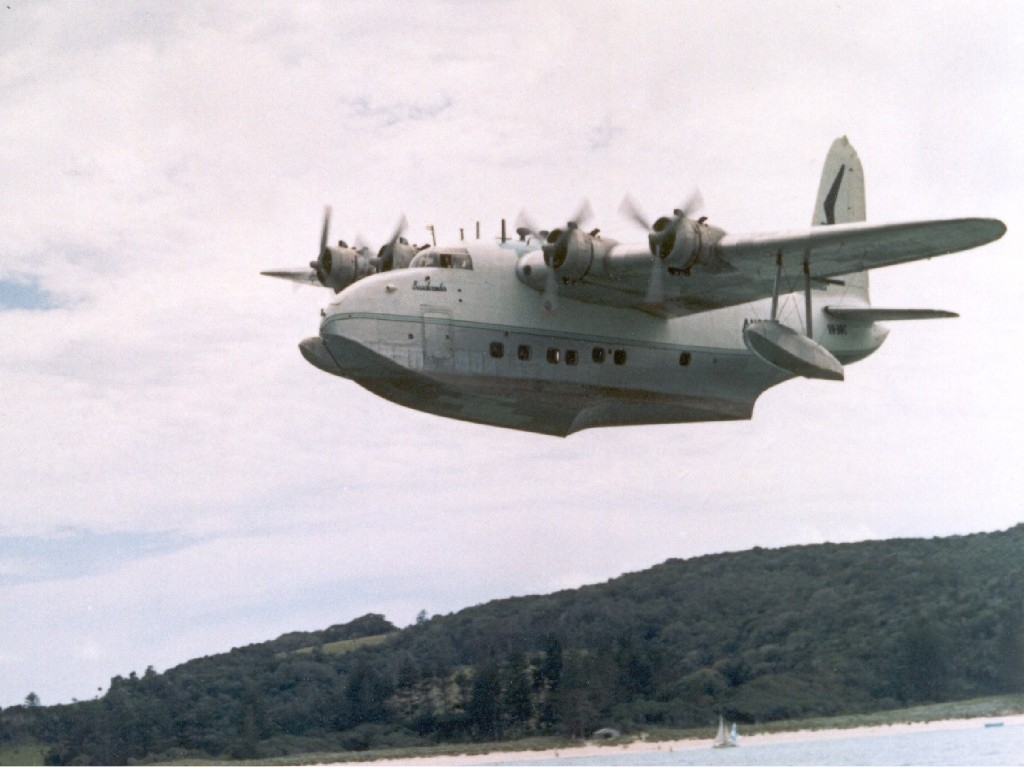
شورت ساندرينغهام

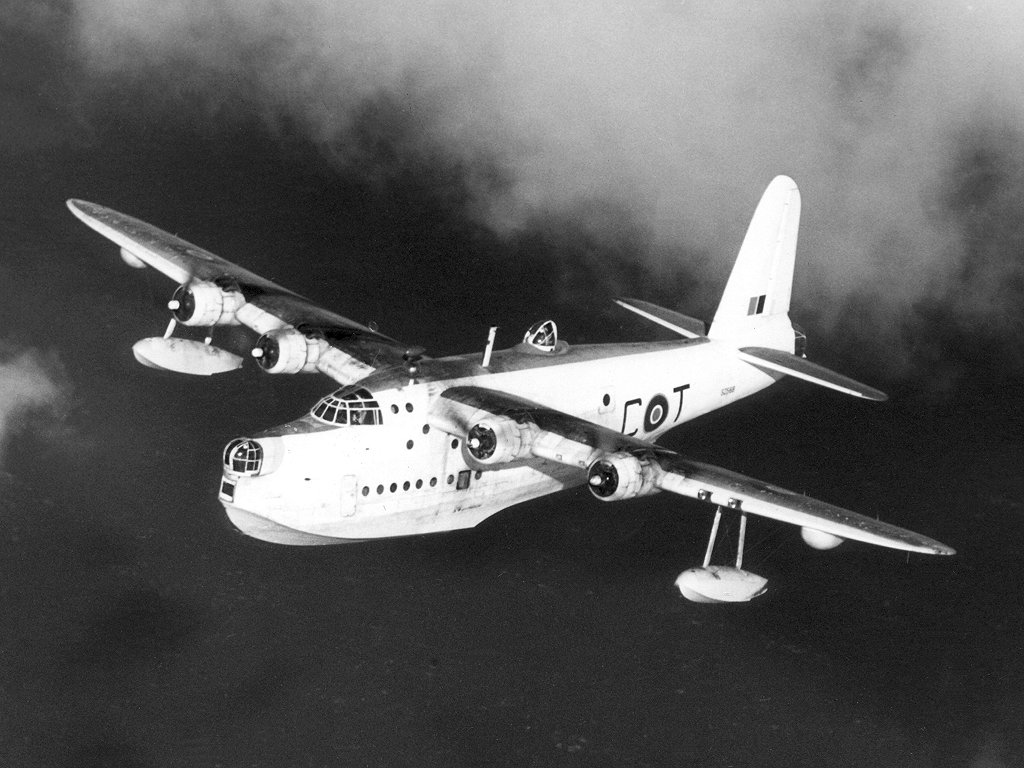
شورت سندرلاند

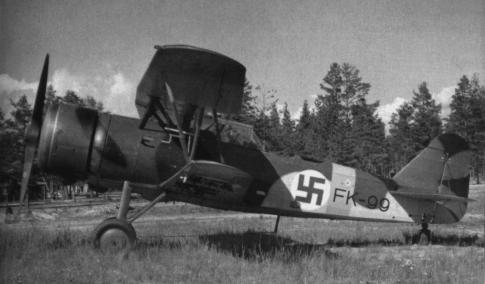
فوكر سي إكس

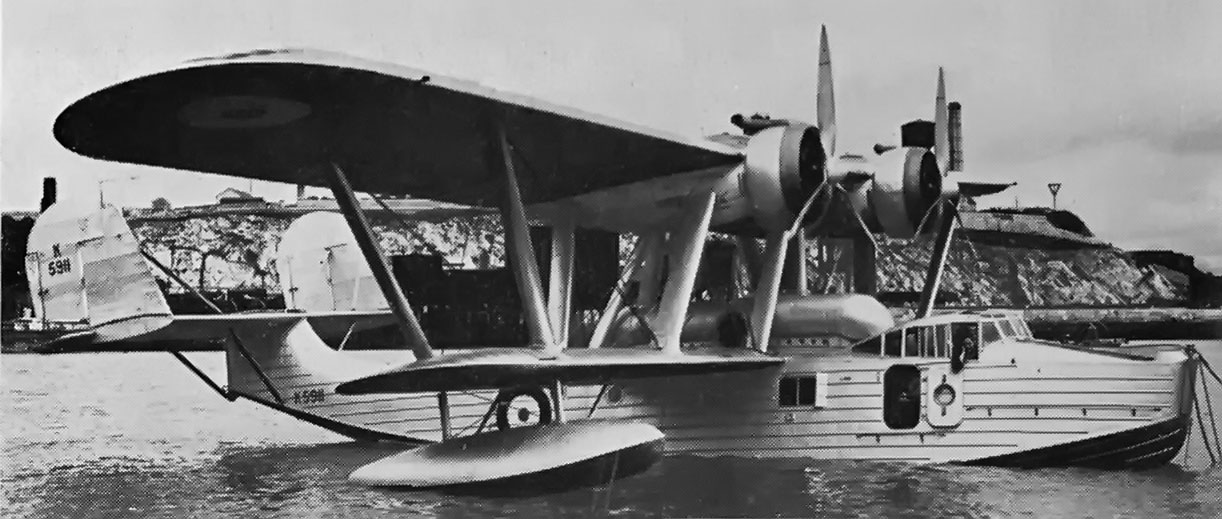
سارو لندن

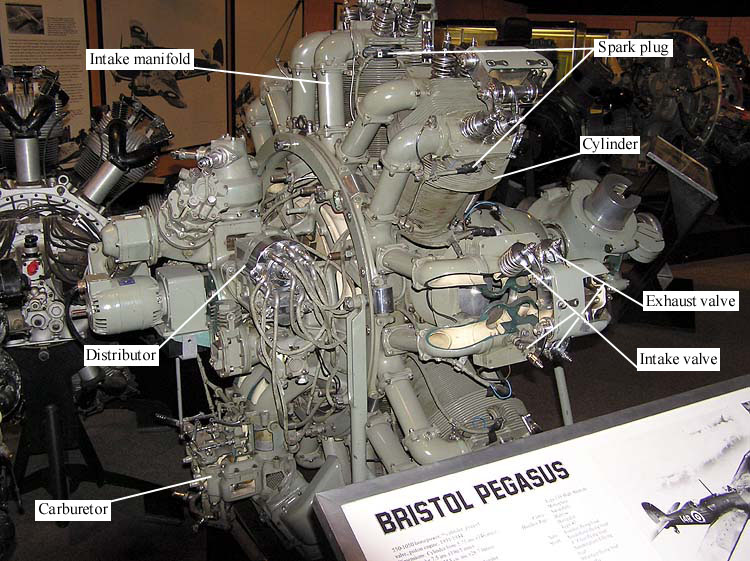
محرك بريستول مع الاشاره لبعض المكونات.
- Intake manifold: مجمع سحب الهواء.
- Spark plug: شمعة الاشعال.
- Cylinder: أسطوانة المحرك.
- Exhaust valve: صمام طرد العادم من الأسطوانة.
- Intake valve: صمام سحب الوقود والهواء.
- Carburetor: مكربن هواء.
- Distributor: الموزع.

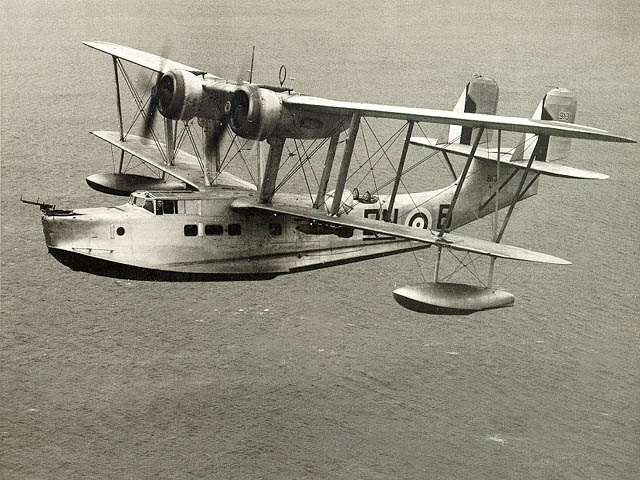
سوبرمارين سترانراير

بريستول بيجاسوس محرك طائرة شعاعي بريطاني الصنع، يتكون من 9 أسطوانات مرتبة في صف واحد و يبرد بالهواء.
صُمم المحرك بواسطة روي فيدين ‏ لصالح شركة طائرات بريستول، و استُخدم لتشغيل كل من الطائرات المدنية والعسكرية في عام 1930 و 1940.
تطور المحرك من المحركات السابقة ميركيري وجوبيتر، و بلغت قدرة الأنواع اللاحقة منه 1000 حصان (750 كيلو وات)، و سعة 1750 بوصة مكعبة (28 لتر) باستخدام شاحن عنفي سوبر متصل بتروس.
أنتجت تطورت أخرى لبيجاسوس محرك بريستول دراكو ‏ المستخدم لحقن الوقود ومحرك بريستول فينيكس المستخدم دورة ديزل، و أُنتج كلا النوعين بأعداد محدودة. على النقيض، تم إنتاج ما يزيد عن 30000 محرك بيجاسوس.
امتدت تطبيقات الطائرات من الطائرة ثنائية السطح أحادية المحرك إلى طائرة شورت ساندرينغهام ذات الأربع محركات والقوارب الطائرة سندرلاند.
سُجلت العديد من الارتفاعات ‏ و المسافات للرحلات الجوية كأرقام قياسية عن طريق طائرات تستخدم بيجاسوس.
أعادت شركة بريستول سايدلي استخدام اسم المحرك لاحقا بعد سنين عديدة للمحرك التوربيني المروحي المستخدم في طائرة هوكر سايدلي هارير، و عُرف المحرك بعد ذلك باسم رولز رويس بيجاسوس ‏ عندما استولت رولز رويس على الشركة.
تبقى محركين بريستول بيجاسوس صالحين للعمل في 2010، لتشغيل طائرة فيري سوردفيش التي تعمل لمؤسسة طيران البحرية الملكية التاريخي ‏، بينما تُعرض نماذج أخرى في متاحف الطيران ‏.

## التصميم وتطوير
صُمم محرك بيجاسوس بواسطة السير روي فيدين ‏ كمتابعة لمحرك شركة طائرات بريستول الناجح، بريستول جوبيتر، مستخدما الدروس المتعلمة في تطوير محرك بريستول مركيري. و برغم أن سعة محرك مركيري (25 لتر) أقل تقريبا 15% إلا أنه ينتج قدرة بقدر ما ينتج محرك جوبيتر، وذلك من خلال تزويد المحرك بشاحن عنفي سوبر لتحسين «الشحنة» (زيادة كمية الهواء الداخلة للمحرك و الشحنة يقصد بها خليط الهواء والوقود داخل الأسطوانة) و تغيرات متنوعة لزيادة السرعة الدورانية.
يمكن حساب قدرة المحرك المكبسي عن طريق ضرب شحنة الأسطوانة الواحدة في عدد الدورات في الثانية، وقام محرك مركيري بتحسين هذين العاملين ولذلك أنتج قدرة أكبر لنفس الحجم من المحرك. و كانت الميزة الرئيسية هي التحسين الكبير لنسبة القدرة إلى الوزن نتيجة تحسين الكفاءة الحجمية (بسبب إضافة الشاحن العنفي السوبر).
كان لمحرك بيجاسوس نفس سعة و حجم وتكوين الصلب/الألومنيوم لمحرك جوبيتر، لكن التحسينات المختلفة سمحت بزيادة السرعة القصوى للمحرك من 1950 إلى 2600 دورة في الدقيقة لقدرة الإقلاع. و امتدى تحسين الأداء هذا من محرك جوبيتر 580 حصان (430 كيلو وات)، إلى أول محرك بيجاسوس 2 البالغة قدرته 635 حصان (474 كيلو وات)، إلى 690 حصان (515 كيلو وات) في الإنتاج الأول لنموذج بيجاسوس 3، و أخيرا النموذج الاخير بيجاسوس 22 البالغة قدرته 1010 حصان (750 كيلو وات) و ذلك بفضل الشاحن التوربيني السوبر ثنائي السرعة (قُدم في بيجاسوس 17) و قود رقم الأوكتان له 100. و أدى هذا لرفع نسبة القدرة إلى الوزن.
بعض الاستخدامات لبيجاسوس الجديرة بالملاحظة تشمل طائرة فيري سوردفيش، و فيكرز ويلينغتون، و شورت سندرلاند. كما استُخدم أيضا في طائرة أنبو 41 ‏ وبريستول بومباي، و سارو لندن ‏، و شورت إمباير، و فيكرز ويليسلي، و ويستلاند والاس ‏.
و كما تم مع محرك جوبيتر من قبل، تم ترخيص بيجاسوس أيضا بواسطة شركة بزل في بولندا. و استُخدم المحرك في قاذفات القنابل بزل 23 كاراس ‏ وبزل 37 لوس ‏.
و في إيطاليا قام ألفا روميو بتصنيع كل من جوبيتر (126-أر سي 35) و بيجاسوس بترخيص، وعُرف المحرك المصمم على أساس بيجاسوس باسم ألفا روميو 126-أر سي 34 ‏، و عُرفت النسخة المستخدمة في الطائرات المدنية باسم 126-أر سي 10.
و في تشيكوسلوفاكيا، صُنع المحرك بواسطة المحركات المائية ‏ و عُرف باسم بيجاس.
صُنع ما يقارب 32000 محرك بيجاسوس. و سجل البيجاسوس ثلاثة أرقام قياسية في الارتفاعات الجوية وذلك باستخدام طائرة بريستول النوع 138 ‏ في أعوام 1932 و 1936 و 1937.
و استُخدم المحرك في أول رحلة طيران له في طائرة ويستلاند والاس ‏ فوق جبل إفرست، و في عام 1938 سجل المحرك أطول مسافة عالميا باستخدامه في طائرة فيكرز ويليسلي.

## الأنواع
أُنتج محرك بيجاسوس بأنواع عديدة، وكانت النماذج الأولية غير مزودة بشواحن توربينية سوبر لكن أغلبية المحركات بعد ذلك استخدمت شواحن توربينية سوبر متصلة بتروس (للتحكم في سرعة دورانها).
و كانت الاختلافات بين الأنواع في نسب الانضغاط و نسب تروس التخفيض للمروحة الدافعة والملحقات الاضافية.

## التطبيقات
- أنبو 4
- بلاكبيرن بافن
- بلاكبيرن ريبون
- بلاكبيرن شارك
- بولتون بول ميل بلان
- بولتون بول أوفر ستراند
- بولتون بول سايد ستراند
- بريستول بومباي
- بريستول النوع 118[6]
- بريستول النوع 120
- بريستول النوع 138
- دوجلاس دي سي-2
- فيري تي إس أر 1
- فيري سيات
- فيري سوردفيش
- فوكر سي إكس
- فوكر دي 31-5
- فوكر تي في
- جلوستر جورينج
- هاندلي بيدج إتش بي 43
- هاندلي بيدج إتش بي 47
- هاندلي بيدج إتش بي 51
- هاندلي بيدج إتش بي هامبدن
- هاندلي بيدج إتش بي 54 هارو
- هوكر أوداكس
- هوكر هارت
- هوكر أوسبري
- يونكرز يو 52
- يونكرز يو 86 كيه-4
- كولهوفن إف كيه 52
- ليتوف إس-28
- لوس-6 الثوري
- بزل 23 كاراس
- بزل 37 لوس
- سارو لندن
- سافويا-ماركيتي إس إم 95
- شورت مايو المركب
- شورت سندرلاند
- شورت إمباير
- شورت سيلا
- سوبرمارين سترانراير
- سوبر مارين والرس
- فيكرز النوع 253
- فيكرز فالينتيا
- فيكرز فانوكس
- فيكرز فيلور
- فيكرز فيسبا
- فيكرز فياسترا
- فيكرز فيكتوريا
- فيكرز فيلدبيست
- فيكرز فرجينيا
- فيكرز ويلينغتون
- فيكرز ويليسلي
- ويستلاند والاس
- ويستلاند وابيتي
- ويستلاند بي في 7
- ويستلاند بي في 3

## محركات معروضة
يُمكن رؤية محركات بريستول معروض مركبة في طائرات في متحف لندن لسلاح الجو الملكي ‏ ومتحف الحرب الإمبراطوري بديكسفورد.
تم استرداد محرك بيجاسوس من قاع البحر وتم وضعه في مجموعة بريستول الجوية وغلقه لحين نقله من مطار كيمبل إلى فيلتون.
يوجد أيضا محرك معروض في متحف بروكلاند ‏ في ويبريدج.

## المحركات الناجية
اعتبارا من 2010 ظل محركين بريستول بيجاسوس صالحين للعمل في إنجلترا، وقاموا بتشغيل طائرتين من طراز فيري سوردفيش بواسطة طيران البحرية الملكي التاريخي ‏.

## المواصفات (بيجاسوس الثامن عشر)

### مواصفات عامة
- النوع:محرك طائرة شعاعي أحادي الصف يبرد بالهواء، مكون من 9 أسطوانات و مزود بشاحن توربيني.
- قطر الأسطوانة: 146 مم.
- الشوط: 190 مم.
- سعة المحرك:1753 بوصة مكعبة (28.7 لتر).
- الطول:61 بوصة (1549مم).
- القطر:55.3 بوصة (1405مم).
- الوزن:1111 باوند (504 كجم).

### المكونات
- الصمامات: 4 صمام علوي (بالإنجليزية: Overhead valve) لكل أسطوانة، 2 للسحب و 2 للطرد.
- شاحن توربيني:شاحن توربيني طارد مركزيثنائي السرعة.
- نظام الوقود: مكربنات هواء كلاودل هوبسون.
- نوع الوقود:بنزين رقم الأوكتان 100.
- نظام التزييت: حوض جاف مع مجموعة واحدة من مضخة ضغط أو نفايات.
- نظام التبريد: تبريد بالهواء.
- ترس تخفيض: تروس تداويرية فارمان، 1:0.5.
- المروحة الدافعة: من نوع دوتي روتول (بالإنجليزية: Dowty rotol) و مكونة من ثلاث شفرات متغيرة التأرجح.

### الأداء
القدرة الناتجة
- 950 حصان (720 كيلو وات) عند سرعة دورانية 2475 دورة/دقيقه عند مستوى سطح البحر.
- 835 حصان (623 كيلو وات) عند سرعة دورانية 2250 دورة/دقيقه على ارتفاع 8000 قدم (2590 متر)، أقصى قدرة مستمرة عند الارتفاع.
- 965حصان (720 كيلو وات) عند سرعة دورانية 2250 دورة/دقيقه على ارتفاع 13000 قدم (3960 متر)، أقصى قدر ة(قتال الطوارئ - لمدة 5 دقائق فقط).
- القدرة النوعية: 25 كيلو وات/لتر (0.55حصان/بوصة مكعب).
- نسبة الانضغاط: 1:6.25
- الاستهلاك النوعي للزيت: 0.52 باوند/حصان.ساعة (319 جرام/كيلو وات.ساعة).
- استهلاك الزيت: 11 جرام/كيلو وات.ساعة.
- نسبة القدرة إلى الوزن: 0.86 حصان/باوند (1.42 كيلو وات/كجم).

## مزيد من القراءة
- Gunston, Bill. Development of Piston Aero Engines. Cambridge, England. Patrick Stephens Limited, 2006. ISBN 0-7509-4478-1
- Barnes، C.H. (1970). Bristol Aircraft since 1910. London: Putnam Publishing. ISBN:0-370-00015-3.
- Bridgman, L, (ed.) (1998) Jane's fighting aircraft of World War II. Crescent. ISBN 0-517-67964-7
- Gunston, Bill. World Encyclopedia of Aero Engines. Cambridge, England. Patrick Stephens Limited, 1989. ISBN 1-85260-163-9
- Gunston, Bill. Development of Piston Aero Engines. Cambridge, England. Patrick Stephens Limited, 2006. ISBN 0-7509-4478-1
- Lumsden, Alec. British Piston Engines and their Aircraft. Marlborough, Wiltshire: Airlife Publishing, 2003. ISBN 1-85310-294-6.

## وصلات خارجية
- Bristol Pegasus at the Bristol Aero Collection نسخة محفوظة 16 فبراير 2012 على موقع واي باك مشين.
- Bristol Pegasus use in altitude record - Flight, 1932
- "Improving the Breed" a 1936 Flight article on the Pegasus and Mercury